# Муравейник (Оренбургская область)
Мураве́йник — посёлок в Бугурусланском районе Оренбургской области, входит в состав Кирюшкинского сельсовета.

## География
Посёлок находится на расстоянии примерно 19 км к юго-западу от города Бугуруслан, административного центра района.

## История
Основан в 1922 году как посёлок артели «Муравейник».

## Население
| 2010 |
| ---- |
| 56   |

### Национальный состав
Согласно результатам переписи 2002 года, в национальной структуре населения русские составляли 78 % из 41 чел.